# Coparsita
La coparsita és un mineral de la classe dels fosfats. Rep el nom per la seva composició química.

## Característiques
La coparsita és un arsenat de fórmula química Cu₄(AsO₄,VO₄)O₂Cl. Cristal·litza en el sistema ortoròmbic.
Segons la classificació de Nickel-Strunz, la coparsita pertany a «08.BE: Fosfats, etc. amb anions addicionals, sense H₂O, només amb cations de mida mitjana, (OH, etc.):RO₄ > 2:1» juntament amb els següents minerals: augelita, grattarolaïta, cornetita, clinoclasa, arhbarita, gilmarita, allactita, flinkita, raadeïta, argandita, clorofenicita, magnesioclorofenicita, gerdtremmelita, dixenita, hematolita, kraisslita, mcgovernita, arakiïta, turtmannita, carlfrancisita, sinadelfita, holdenita, kolicita, sabel·liïta, jarosewichita, theisita i waterhouseïta.

## Formació i jaciments
Va ser descoberta a la fumarola Iadovítaia del segon con d'escòria, que es troba a l'avanç nord de la Gran erupció fissural del volcà Tolbàtxik, a l'óblast de Kamtxatka (Rússia). Es tracta de l'únic indret de tot el planeta on ha estat descrita aquesta espècie mineral.